# Dodecafonia

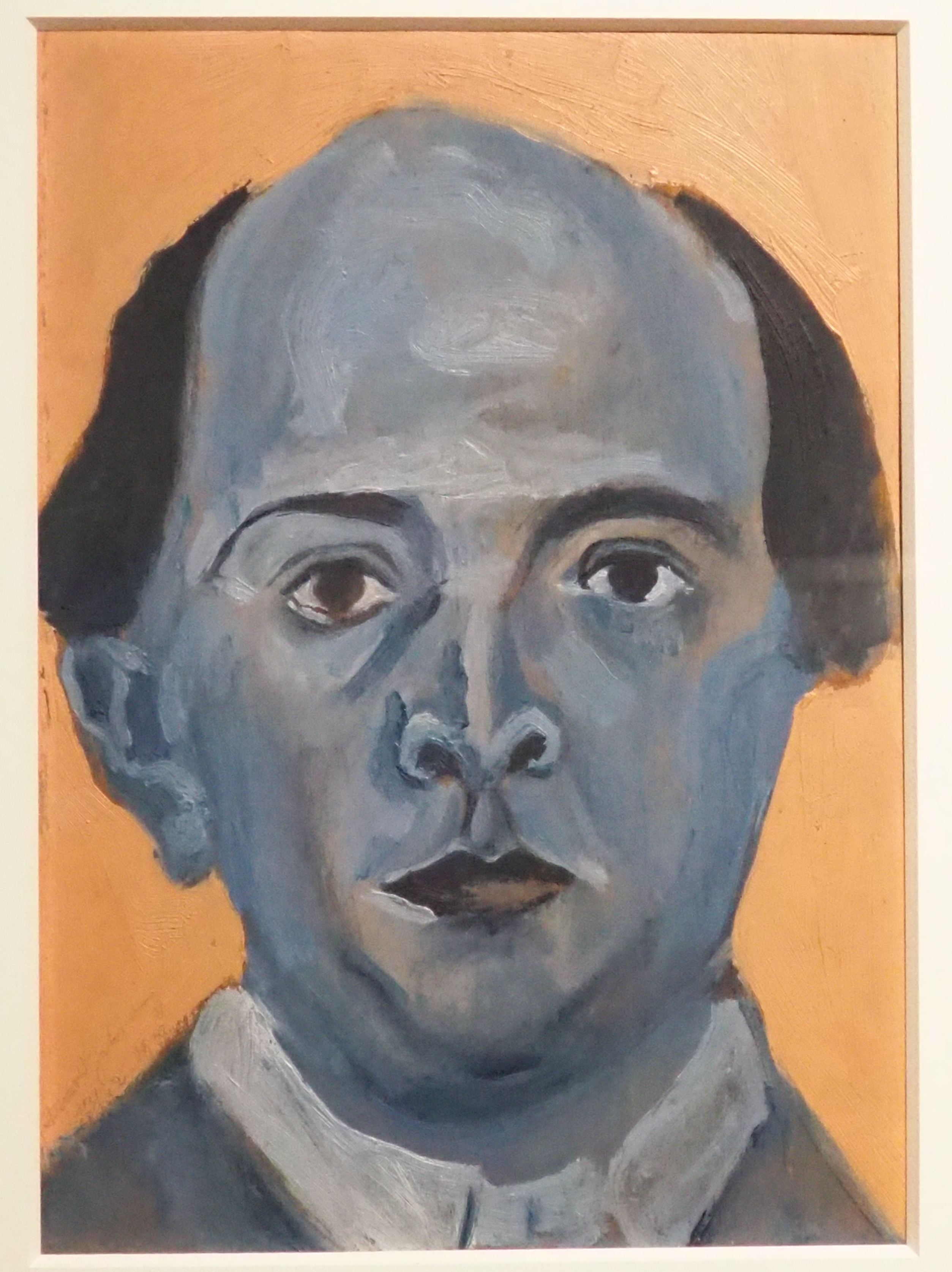
Arnold Schönberg, Autoritratto

La dodecafonia è una tecnica di composizione musicale ideata da Arnold Schönberg (1874-1951), esposta in un articolo del 1923, ma intuita in precedenza anche da Josef Matthias Hauer, basata sull'equivalenza, dal punto di vista armonico, dei 12 semitoni della scala temperata, attorno alla quale gravitano gli altri suoni senza che si formino funzioni tonali.

## Contesto storico
Dagli ultimi decenni dell'Ottocento fino ai primi del Novecento, vi fu un progressivo allargamento dell'uso della dissonanza nelle composizioni musicali. Tale tendenza (denominata emancipazione della dissonanza) è evidente in compositori di estrazione culturale eterogenea quali per esempio Franz Liszt, Richard Wagner (in particolare nel Tristano e Isotta), Johannes Brahms, Richard Strauss, Alexander Skrjabin, Claude Debussy, Maurice Ravel, Béla Bartók, Igor' Fëdorovič Stravinskij, Ferruccio Busoni, oltre allo stesso Schönberg (in particolare nei Gurrelieder, strumentati definitivamente nel 1911), e comportò un progressivo infittirsi della trama armonica, con l'impiego di accordi sempre più densi.
Dagli accordi di tredicesima, nei quali le sette note della tonalità sono tutte presenti, si passò a introdurre note estranee alla tonalità stessa, dapprima giustificate attraverso artifici armonici noti (le modulazioni) — ma combinati tra loro in maniera sempre più massiccia e imprevedibile — poi introdotte prescindendo dalla logica tonale fino a raggiungere il totale cromatico, vale a dire la compresenza delle dodici note all'interno dello stesso spazio musicale o dello stesso agglomerato sonoro (che non si poté più definire accordo in senso stretto).

## Caratteristiche del metodo compositivo
È a partire da questa situazione storica che Schönberg teorizza e applica il suo "Metodo di composizione con 12 note imparentate solo le une con le altre".
La legge fondamentale della dodecafonia può riassumersi nel principio seguente: tutta una composizione musicale è basata su una determinata serie comprendente i 12 suoni della scala cromatica. Una siffatta serie, denominata serie fondamentale, dà origine a 3 altre da essa derivanti:
a) Al suo moto retrogrado (che si ottiene procedendo dall'ultima nota verso la prima);
b) Al suo moto contrario (che risulta dal capovolgimento degli intervalli della serie fondamentale: così una terza minore ascendente diventerà terza minore discendente e così via);
c) Al moto contrario del moto retrogrado.
Il complesso di queste 4 possibilità offerto dalla serie è definito Quadrinità (in tedesco Vierfaeltigkeit). Ciascuna delle quattro forme può essere trasportata 12 volte sui differenti gradi della scala cromatica. Non sono da escludere i procedimenti per aumentazione (cioè con valori ritmici raddoppiati, triplicati, etc.) o per diminuzione (cioè con valori ritmici dimezzati o, comunque, ridotti). Come non è da escludersi il rivolto degli intervalli, procedimento per cui la seconda minore può diventare settima maggiore, la seconda maggiore, settima minore, etc.
Il compositore sceglie la serie a seconda del suo gusto e della sua fantasia. Se una delle caratteristiche della musica classica è che in essa i motivi ritmici, negli sviluppi, vengono variati melodicamente, nella musica dodecafonica ciò non avviene. La serie ha importanza formale, indipendentemente dal suo ritmo: la serie è il materiale grezzo da cui dovrà venir estratta la linea melodica per mezzo del ritmo e dell'articolazione. Se nel sistema tonale l'elemento verticale (armonico) è esattamente codificato, nel sistema dodecafonico l'armonia è affidata di volta in volta alla sensibilità, all'orecchio, al gusto dell'autore. L'armonia nasce così dal gioco polifonico, analogamente a quanto avvenne nella musica fiamminga. Se nella musica classica l'unità era assicurata alla composizione dal rapporto armonico tonica-dominante, nella musica dodecafonica questa è ottenuta con la serie; in modo non dissimile da quanto Guillaume de Machaut intuì quando, componendo la Messe de Notre-Dame (la prima composizione di vaste proporzioni conosciuta nella storia della musica occidentale), usò un cantus firmus unico, per legare fra loro le varie parti della composizione e per ergervi sopra la sua costruzione contrappuntistica.
Dal suo primo sorgere a oggi, la musica dodecafonica ha ampliato le proprie basi: esistono esempi di tale musica fondati su più serie, non sempre derivate del tutto dalla fondamentale.

## Gli sviluppi della dodecafonia
La prima composizione basata parzialmente sul metodo dodecafonico fu 5 Pezzi per pianoforte op. 23 di Schönberg, così come parzialmente venne utilizzata per la Serenata op. 24 per 7 strumenti; l'utilizzo completo all'interno di un pezzo musicale si avrà nella Suite op. 25 per pianoforte. Concepì un'intera opera con questa tecnica: Moses und Aron (1930-1932) rimasta incompiuta. In seguito Schönberg scrisse molte composizioni dodecafoniche, ma in genere la sua tecnica seriale non era troppo rigida, e negli ultimi lavori egli si allontanò ulteriormente dal metodo.
Tra gli esponenti di rilievo della dodecafonia vanno citati i due allievi di Schönberg, Alban Berg e Anton Webern, l'uno con una sua visione personale del metodo dodecafonico (del quale si serviva liberamente, come d'altronde il suo maestro), l'altro con una propensione all'utilizzo ferreo della tecnica seriale. In tal modo dalla dodecafonia nascerà la serialità integrale, dove le serie sono prodotte non solo sfruttando l'altezza delle note ma anche altri parametri musicali, quali la durata e il timbro. Oltre agli allievi di Schönberg citati, hanno impiegato la dodecafonia, tra gli altri: Ernst Křenek, Hanns Eisler (negli Stati Uniti); Serge Nigg, Jean-Louis Martinet, René Leibowitz (in Francia); Elisabeth Lutyens e Humphrey Searle (in Inghilterra); Luigi Dallapiccola, Adone Zecchi, Riccardo Nielsen, Mario Peragallo, Carlo Jachino, Giacomo Bellucci (in Italia); Wladimir Vogel, Frank Martin (in Svizzera); Juan Carlos Paz (in Argentina).